# Hudson Wasp
El Hudson Wasp es un automóvil que fue construido y comercializado por la Hudson Motor Car Company de Detroit (Míchigan), desde los años modelo de 1952 hasta 1956. Después de que Hudson se fusionó con Nash Motors, el Wasp fue construido por American Motors Corporation en Kenosha y comercializado bajo la marca Hudson para los años modelo de 1955 y 1956.
El Hudson Wasp se puede clasificar en dos generaciones distintas de años de modelo: de 1952 a 1954, cuando usó la plataforma de distancia entre ejes corta existente de Hudson, y en 1955 y 1956, cuando se construyó sobre la plataforma de tamaño completo enpleada por Nash, con diseños completamente diferentes para cada uno de estos dos modelos.

## Modelos por años

### 1952-1954

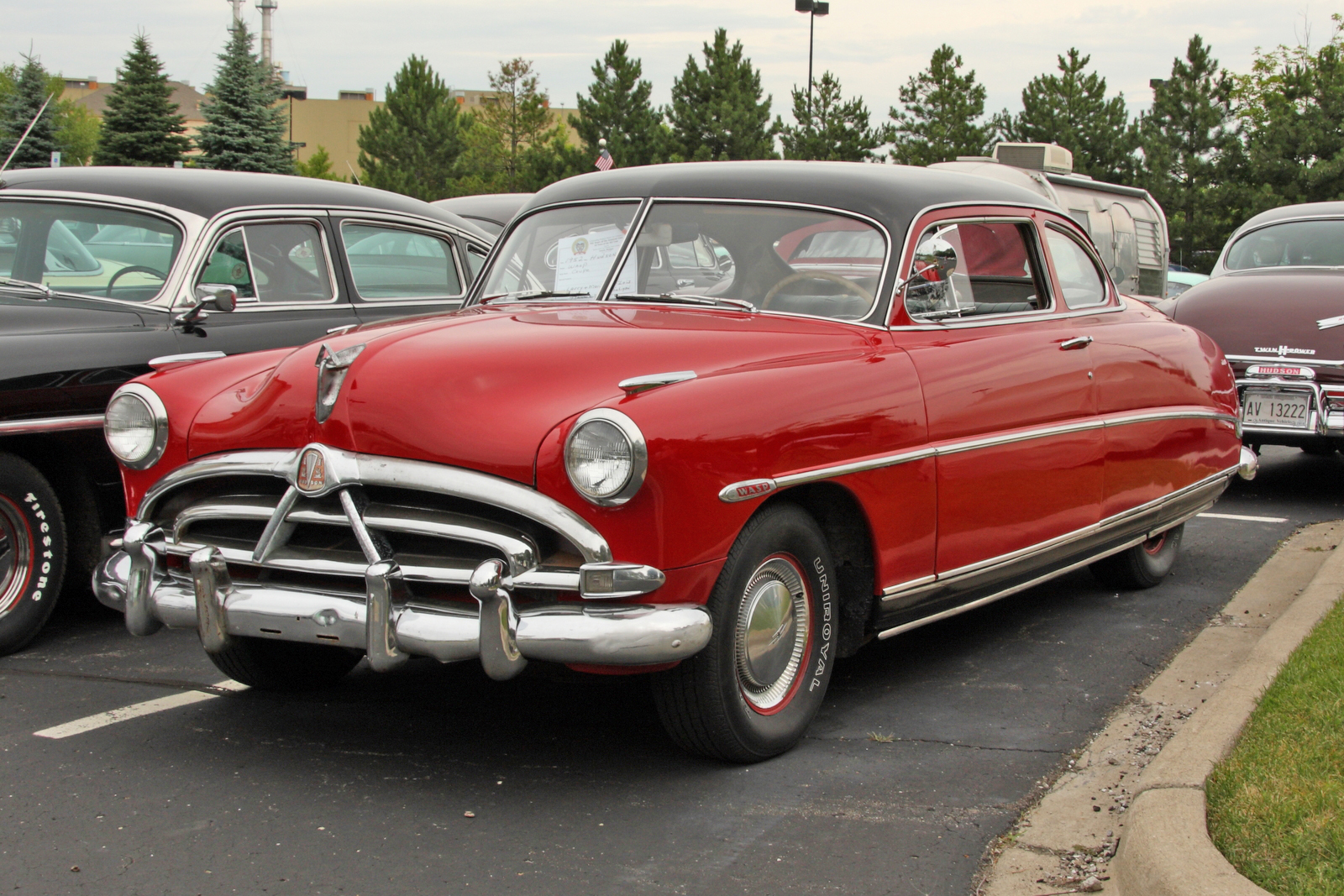
Hudson Wasp Club Cupé de 1952

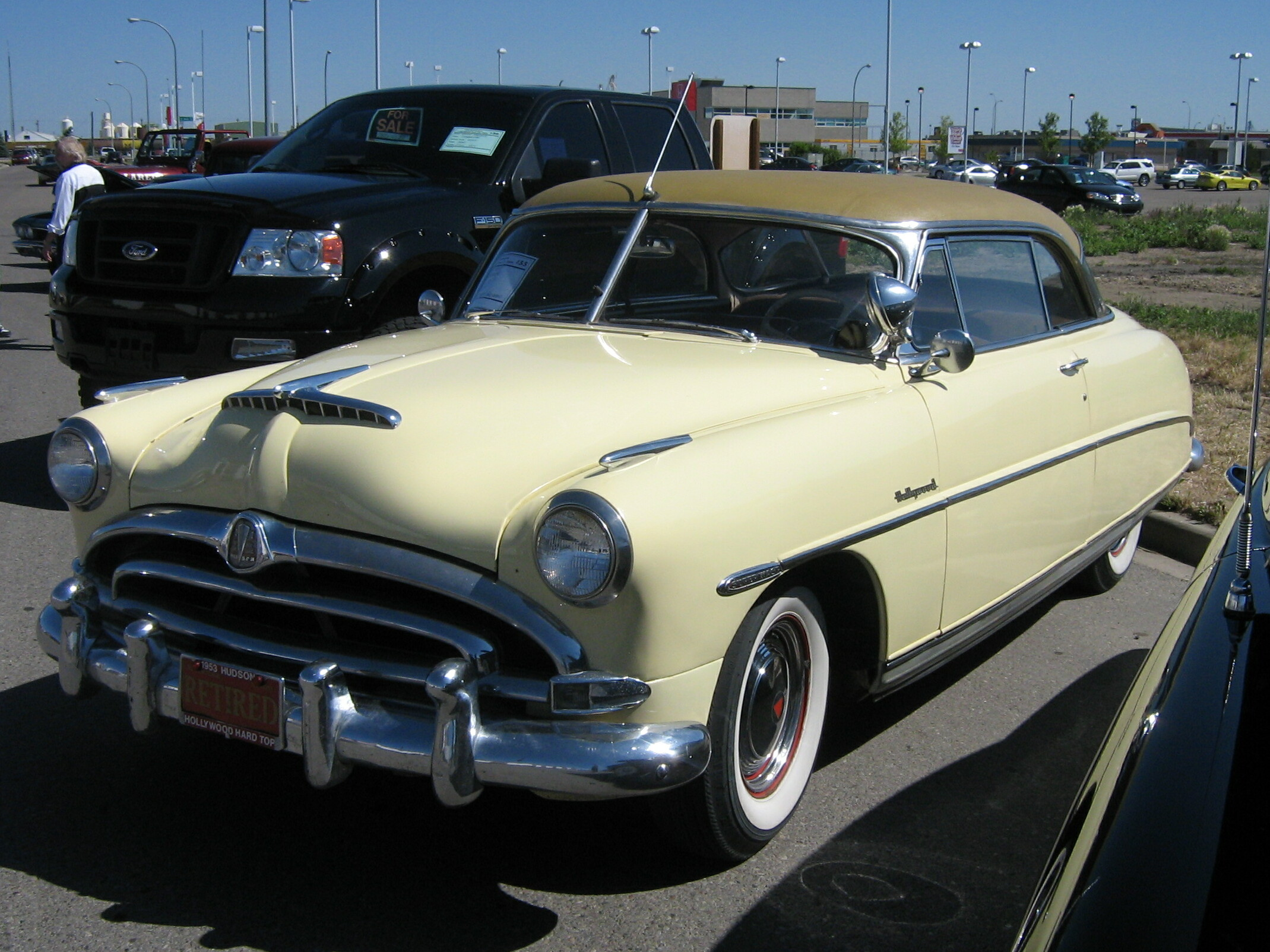
Hudson Super Wasp Hollywood 2-puertas hardtop de 1953

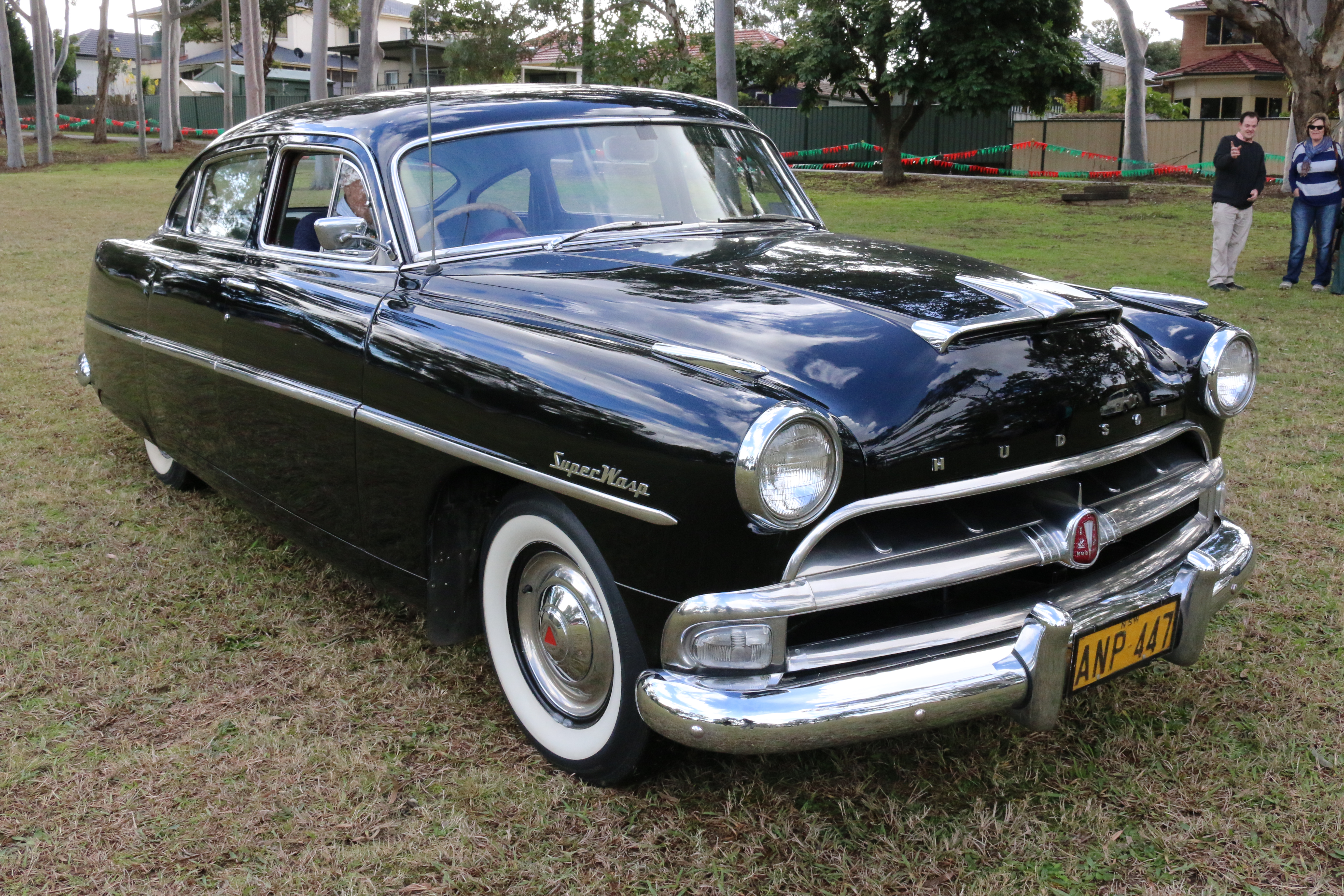
Hudson Super Wasp 4-puertas sedán de 1954

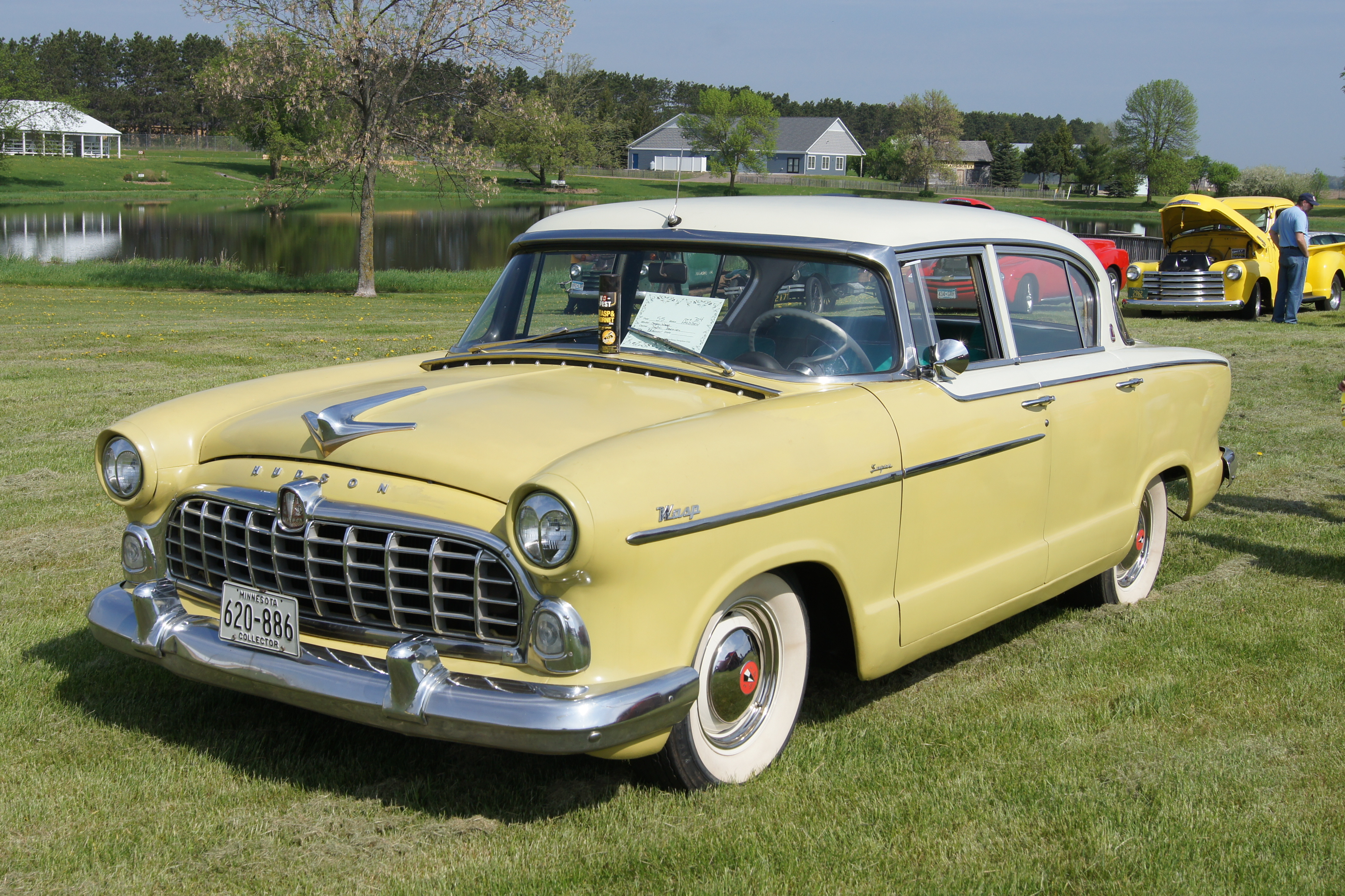
Hudson Wasp Super 4-puertas sedán de 1955

El Wasp (Serie 58) fue presentado por Hudson para el año modelo de 1952 como una versión mejorada del Hudson Pacemaker, reemplazando al Hudson Super Custom de 1951. El Wasp estaba disponible en dos y cuatro puertas sedán, convertible y dos puertas hardtop designado Hollywood. El Wasp se construyó sobre la plataforma más corta de Hudson con una distancia entre ejes de 119 pulgadas (3023 mm), utilizando el diseño de chasis rebajado "Monobilt" unificado de la compañía con una longitud total de 201,5 pulgadas (512 cm). La estructura unificada del Hudson usó un marco perimetral que proporcionó una estructura rígida, un centro de gravedad bajo y protección contra impactos laterales para los pasajeros.
El Hudson Wasp base usó el motor de seis cilindros en línea con culata plana del Pacemaker de 232 plg³ (3,8 L). Hudson también ofreció el Super Wasp, que utilizaba materiales interiores mejorados y un motor Hudson de 6 cilindros más potente. En lugar de usar el I6 de 232 plg³ (3,8 L) procedente del Pacemaker, el Super Wasp empleaba el motor de seis cilindros en línea con culata plana de 262 plg³ (4,3 L) alimentado por un solo carburador de 2 cuerpos, con un rendimiento de 127 HP (95 kW; 129 CV), mientras que el motor de ocho cilindros en línea de 254 plg³ (4,2 L) utilizado en el Commodore Custom Eight de primera línea rendía 128 HP (95 kW; 130 CV). La potencia del motor de seis cilindros en línea de 262 plg³ (4,3 L) se subestimó para que no eclipsara al buque insignia de ocho cilindros en línea. El citado motor I6 de 262 plg³ (4,3 L) de bloque estrecho fue la base para el motor I6 del Hornet con una cilindrada de 308 plg³ (5 L), que introducido en 1951, dominó la NASCAR de 1952 a 1954. El Super Wasp también se ofreció con un colector de aluminio "Twin H" y carburadores gemelos de 2 cuerpos. El rendimiento de Super Wasp con el sistema de alimentación "Twin H" coincidió con el rendimiento del gran I6 del Hudson Hornet de 308 plg³ (5 L) equipado con un carburador de dos cuerpos, aunque era más pesado.
La producción del año modelo del Wasp alcanzó 21.876 unidades en 1953 y 17.792 unidades en 1954, su último año antes de la fusión de Hudson con Nash-Kelvinator Corporation.

### 1955
Para 1955, el Wasp se convirtió en un producto de la recién formada American Motors Corporation (AMC). Tras el final de la producción de los modelos de 1954, se cerró la planta de fabricación de Hudson en Detroit y se trasladó a la fábrica de Nash en Kenosha. Todos los Hudson se basarían en los modelos superiores de Nash, pero tendrían un estilo exclusivo de Hudson.
Después de la fusión de Hudson con Nash en 1954, los Hudson de 1955 se construyeron sobre las plataformas unificadas de Nash. El Hornet de 1955 se construyó sobre la plataforma Nash Ambassador de 1955 y se ofreció con el gran motor I6 de 308 plg³ (5 L) del Hudson Hornet, así como con un motor V8 de 320 plg³ (5,2 L) con la potencia rebajada suministrado por Packard. El Hudson Wasp de 1955 se construyó sobre la plataforma del Nash Statesman. Para 1955 se ofreció con el I6 de 202 plg³ (3,3 L) de origen Hudson utilizado anteriormente en el sedán compacto Hudson Jet y el Hudson Italia. Con un sistema de alimentación Twin-H rendía 120 HP (89 kW; 122 CV).
Los Hudson de 1955 utilizaron la suspensión de resortes helicoidales de largo recorrido de Nash; un sistema integrado y avanzado de calefacción y ventilación; y se ofrecieron con aire acondicionado y asientos reclinables. Aunque cómodos, los Hudson de Nash ya no eran competitivos en las pistas de carreras donde habían dominado desde 1952 hasta 1954.
Las ventas del Hudson Wasp cayeron a 7.191 unidades en el año, ya que los compradores tradicionales de Hudson abandonaron la marca y vieron los nuevos coches como muy inferiores a los legendarios Hudson del pasado.

### 1956
Para el año modelo 1956, los ejecutivos de AMC decidieron darle más carácter al Wasp y al Hornet con la esperanza de impulsar las ventas. Sin embargo, el plan fracasó.
El diseño de los vehículos se encomendó a Richard Arbib, quien proporcionó a Hudson una de las apariencias más distintivas en la década de 1950, según el denominado "Estilo línea V". Tomando el tradicional triángulo de Hudson, Arbib aplicó su forma de "V" en todas las maneras imaginables en el interior y el exterior del automóvil. El frontal del diseño de Arbib combinaba una parrilla tipo caja de huevos (un guiño al Hudson Greater Eight de 1931) dividida en dos por una "V" prominente (un guiño al Hudson Italia de 1954). Utilizando combinaciones de pintura de tres tonos, el nuevo aspecto del Hudson era único. Sin embargo, el plan para construir una identidad más reconocible de Hudson fracasó, y el llamativo diseño del automóvil no logró entusiasmar a los compradores. El Wasp estaba disponible solo como un sedán de cuatro puertas y sus ventas cayeron a 2.519 unidades en su último año de producción.

## Fin de la producción
En 1957, AMC despojó a Hudson de once de sus quince modelos, incluido el Wasp.

## Ensamblaje en Australia
El Wasp se ensambló en Australia a partir de kits de montaje.